# Municipio de Hickman (Dakota del Sur)
El municipio de Hickman (en inglés: Hickman Township) es un municipio ubicado en el condado de Marshall en el estado estadounidense de Dakota del Sur. En el año 2010 tenía una población de 45 habitantes y una densidad poblacional de 0,48 personas por km².

## Geografía
El municipio de Hickman se encuentra ubicado en las coordenadas 45°38′8″N 97°46′58″O / 45.63556, -97.78278. Según la Oficina del Censo de los Estados Unidos, el municipio tiene una superficie total de 92.98 km², de la cual 92,8 km² corresponden a tierra firme y (0,19 %) 0,18 km² es agua.

## Demografía
Según el censo de 2010, había 45 personas residiendo en el municipio de Hickman. La densidad de población era de 0,48 hab./km². De los 45 habitantes, el municipio de Hickman estaba compuesto por el 100 % blancos. Del total de la población el 0 % eran hispanos o latinos de cualquier raza.